# Boys On Film
Boys On Film è una serie cinematografica prodotta dalla Peccadillo Pictures e composta da film ad episodi costituiti da cortometraggi diversi a tematica LGBT.
Nel 2014 è iniziata la variante femminile della serie con l'uscita di Girls On Film – The First Date.

## Filmografia
- Boys On Film 1: Hard Love (2009)
- Boys On Film 2: In Too Deep (2009)
- Boys On Film 3: American Boy (2009)
- Boys On Film 4: Protect Me From What I Want (2010)
- Boys On Film 5: Candy Boy (2010)
- Boys On Film 6: Pacific Rim (2011)
- Boys On Film: Bad Romance (2011)
- Boys On Film 8: Cruel Britannia (2012)
- Boys On Film 9: Youth In Trouble (2013)
- Boys On Film X (2013)
- Boys On Film 11: We Are Animals (2014)
- Boys On Film 12: Confession (2014)
- Boys On Film 13: Trick & Treat (2015)
- Boys On Film 14: Worlds Collide (2016)
- Boys On Film 15: Time & Tied (2016)
- Boys On Film 16: Possession (2016)
- Boys On Film 17: Love is the Drug (2017)
- Boys On Film 18: Heroes (2018)
- Boys On Film 19: No Ordinary Boy (2019)
- Boys On Film 20: Heaven Can Wait (2020)
- Boys On Film 21: Beautiful Secret (2021)
- Boys On Film 22: Love To Love You (2022)